# Цено Марков
Александър (Цено, Цене, Цени) Марков (на сръбски: Цене Марковић или Cene Marković) e войвода на Вътрешната македоно-одринска революционна организация, по-късно станал сърбоманин и оглавил чета на сръбската въоръжена пропаганда, действала в Западна Македония.

## Биография
Роден е през 1864 година в Тетовско, където живее до петнадесетата си година, след което заминава на гурбет в България, а после и в Русия. По време на престоя си в Русия завършва подофицерска школа, известно време служи на руска служба, след което се връща в България, а след това заминава за Македония и се включва като войвода в борбата на ВМОРО срещу османското владичество.
По-късно Марков се присъединява към сръбските четници и започва да действа срещу българските чети от лявата страна на река Вардар. През 1907 година пише на жителите на тетовското село Вълковие, че е станал „челик сърбин“ и сръбски войвода, след като на сън му се явила Света Богордица.
При започването на Балканската война напада турските караули на Мердаре.
В началото на Първата световна война се бие при Белград против австро-унгарските войски, а след това е изпратен от сръбските служби да противодейства срещу дейността на българското разузнаване. След разгрома на сръбските войски през 1915 година и настъплението на българската армия в района на Тетово Цено Маркович успява да се спаси и бяга пеш в Албания.
Впоследствие се бие на Солунския фронт. Жени се в Битоля, но скоро след това заминава на север със сръбската армия. След края на войната се завръща в къщи и заварва изгорял дома си, запален за отмъщение.